# Aime-la-Plagne
Pour les articles homonymes, voir Plagne.
Aime-la-Plagne est une commune nouvelle située dans le département de la Savoie, en région Auvergne-Rhône-Alpes.
Elle est créée le 1er janvier 2016.

## Géographie

### Localisation
Le chef-lieu, situé à Aime, se trouve à 700 m d'altitude. Il est desservi par la route nationale N90 qui relie Albertville à Bourg-Saint-Maurice. La commune fait partie de la moyenne Tarentaise. Elle se trouve à 15 km au nord-est de Moûtiers, et à 14 km au sud-ouest de Bourg-Saint-Maurice.

### Communes limitrophes
| La Léchère   | Beaufort          |                      |
| Hautecour    | Aime-la-Plagne    | La Plagne Tarentaise |
| Saint-Marcel | Notre-Dame-du-Pré | Bozel                |

### Milieu naturel
La commune s'étend sur les 2 versants de la vallée de Tarentaise. Son versant de l'adret se situe dans le massif du Beaufortain tandis que son versant de l'ubac se situe dans le massif de la Vanoise.

### Climat
Pour des articles plus généraux, voir Climat d'Auvergne-Rhône-Alpes et Climat de la Savoie.
En 2010, le climat de la commune est de type climat de montagne, selon une étude du Centre national de la recherche scientifique s'appuyant sur une série de données couvrant la période 1971-2000. En 2020, Météo-France publie une typologie des climats de la France métropolitaine dans laquelle la commune est exposée à un climat de montagne ou de marges de montagne et est dans la région climatique Alpes du nord, caractérisée par une pluviométrie annuelle de 1 200 à 1 500 mm, irrégulièrement répartie en été.
Pour la période 1971-2000, la température annuelle moyenne est de 9,5 °C, avec une amplitude thermique annuelle de 18,5 °C. Le cumul annuel moyen de précipitations est de 1 035 mm, avec 9,4 jours de précipitations en janvier et 9,1 jours en juillet. Pour la période 1991-2020, la température moyenne annuelle observée sur la station météorologique de Météo-France la plus proche, « Peisey Nancroix », sur la commune de Peisey-Nancroix à 8 km à vol d'oiseau, est de 8,2 °C et le cumul annuel moyen de précipitations est de 946,9 mm,. Pour l'avenir, les paramètres climatiques de la commune estimés pour 2050 selon différents scénarios d'émission de gaz à effet de serre sont consultables sur un site dédié publié par Météo-France en novembre 2022.

### Hydrologie
La rivière de l'Isère traverse la commune en fond de vallée. Les débits de la rivière au niveau d'Aime-la-Plagne sont naturels jusqu'en 1951 puis sont ensuite influencés avec la mise en service d'aménagements hydro-électriques sur la haute Isère (barrage de Tignes notamment). N'existant pas de station hydrométrique à Aime-la-Plagne mais une station située en amont, à Landry et une autre en aval à Moûtiers : sur la base de ces deux stations, le bassin versant topographique au niveau de la commune d'Aime-la-Plagne est estimé entre 703 et 907 km2,.
Le réseau hydrographique de la commune comprend aussi plusieurs ruisseaux, dont ceux situés dans des vallons encaissés qui sont appelés des « nants ». Tous sont des affluents de l'Isère. En rive droite de l’Isère, sur le versant de l'adret, on trouve respectivement le ruisseau de l'Ormente, le nant de Tessens, le nant Agot, le ruisseau de Sagellan. En rive gauche, sur le versant de l'ubac, on trouve le ruisseau de Bonnegarde, le nant Pugin, le ruisseau des Rottes, celui des Frasses et de Bon Pas, puis le nant Thieret.

## Urbanisme

### Typologie
Au 1er janvier 2024, Aime-la-Plagne est catégorisée bourg rural, selon la nouvelle grille communale de densité à sept niveaux définie par l'Insee en 2022.
Elle appartient à l'unité urbaine d'Aime-la-Plagne, une unité urbaine monocommunale constituant une ville isolée,. Par ailleurs la commune fait partie de l'aire d'attraction d'Aime-la-Plagne, dont elle est la commune-centre,. Cette aire, qui regroupe 1 communes, est catégorisée dans les aires de moins de 50 000 habitants,.

### Morphologie et développement urbain

#### Développement du bourg-centre d'Aime
Dans les années 1930, l’urbanisme se concentre alors autour de l’église paroissiale, de la Rue de l’Église et de la Grand' Rue au sud. À l’ouest l’urbanisme s’est développé le long du ruisseau de l’Ormente. De l’autre coté de l’Ormente, sur la nationale en direction de Bourg Saint Maurice se trouve l’ancienne mairie en forme de "U", ouvert plein sud, construite dans les années 1930. À l’origine ce bâtiment était occupé par la mairie, l’école primaire avec les filles et les garçons séparés.
En 1945, le bourg est dense et la gare ferroviaire qui date de 1913 est le seul bâtiment situé au sud qui reste excentrée du bourg. La coopérative laitière du canton d’Aime est un des premiers bâtiment implanté sur ce qui est alors la route nationale 90 et deviendra plus tard l’avenue de Tarentaise. Sur un quasi parallèle, la route de la Fortune qui prolonge en direction de l'est la Grand'Rue, est implanté de manière isolé le cimetière. La Basilique Saint-Martin est elle aussi située en bordure sud du bourg, sur le long de la route nationale 90.
Le développement urbain reste modeste jusqu’au début des années 1970, l’habitat se développant le long de l'avenue de Tarentaise et de la Route de la Fortune. Le développement urbain se fait majoritaires vers le sud-ouest, en direction de Moutiers et de l’Isère. En 1972 est débuté le premier lotissement des Chaudannes d’une quarantaine de maisons individuelles à l’est du bourg alors que les espaces interstitiels sur l'avenue de Tarentaise et la route de la Fortune se comblent peu à peu. En 1978 se développe sur la route de Villarolland de l'habitat collectif. En 1981 commence l’agrandissement du lotissement des Chaudannes (dit Chaudannes II). Ce lotissement est relié haut nord à la route de Villarolland. En 1985 se développe les première installations dans ce qui deviendra par suite la zone d'activité des îles d'Aime, dans le fond de la vallée, à proximité immédiate de l’Isère. 
À partir de 1989, la préparation des Jeux olympiques d'Albertville de 1992 est l'occasion d'une profonde modification du tracé routier. La route nationale 90 qui traverse la ville sur l'Avenue de Tarentaise est considérée comme un des principaux points durs de la section reliant Moutiers à Bourg-Saint-Maurice. Une déviation au sud du bourg est alors aménagée, passant au sud de la ligne ferroviaire. Modeste jusqu'en 2006, la zone d'activité des îles se développe ensuite. À la même période, le lotissement des Chaudannes est agrandi, au lieu-dit du Prince, cet agrandissement est situé au nord de la route de Villarolland, l'extension du lotissement est implantée dans une zone de moindre pente qui domine de quelques dizaines de mètres le bassin d’Aime. En 2015 est étendue la zone d’activité des îles avec l'implantation en 2016 d'un supermarché Leclerc, engagement de campagne de l'équipe municipale, et d'un magasin Décathlon.

### Logement
En 2020, on comptait dans la commune d'Aime-la Plagne un total de 4 639 logements. L'activité touristique a une forte influence sur le parc de logement puisque la majorité des logements, 51%, sont de résidences secondaires et les logements occasionnels. Les résidences principales représentant 44 % des logements, les logements vacants 5%.

#### Contraintes en matière d'urbanisme
L'élaboration du plan de prévention des risques naturels (PPRn) est prescrite sur une partie du territoire de la commune. Les risques pris en compte dans ce plan sont les chutes de blocs, les avalanches, les crues torrentielles, les inondations et les mouvements de terrain.
La présence d'anciens sites miniers sur le versant de l'ubac de la commune a conduit à l’élaboration d'un Plan de prévention des risques miniers. Les risques de mouvement de terrain associés aux anciennes activités minières préconisent l'inconstructibilité des zones situées sous les filons d'extraction. Ce plan a été signé en  a été approuvé en 2014.

## Toponymie
Le nom de la nouvelle commune est un toponyme composé du nom de la commune d'Aime associée au nom de la station de sports d'hiver La Plagne.
Le nom de l'ancienne commune de Aime est un toponyme désignant l'ancien Forum Claudii Centronum, capitale administrative des Ceutrons. Il dérive du nom donné par les Romains, au Ier siècle av. J.-C., à cette capitale, Axima, dérivant très probablement du nom d'un dieu local Aximus,.
Le toponyme Plagne est un mot régional désignant un lieu plat, un plateau. Selon André Pégorier, il dérive de l'ancien français « plagne, plaigne » (une plaine). Le choix du nom de la station remonte aux années 1970 et s'est imposé aux différentes stations-villages et au domaine skiable.

## Histoire

### Activités minières
Les concessions minières sont délivrées dans les années 1850-1860. Ainsi la concession de Planamont est accordée par décret impérial en 1868. Jusqu'à la fin du XIXe l'exploitation de cette concession se fait uniquement sur la couche affleurante. En 1914 est créée la Société Civile des Mines d'Anthracite d'Aime, l'exploitation devient alors plus rigoureuse et conséquente. Entre 1920 et 1939, la production a connu une augmentation significative, atteignant environ 1 000 tonnes par mois. À partir de 1921 et jusqu'en 1934, des mouvements de terrain ont touché les habitations d'un hameau de la commune (Montgilbert), ce qui a obligé l'exploitant à limiter l'expansion vers le hameau et à diversifier les recherches dans d'autres zones. En 1940 l'exploitation est arrêtée, Au total 250 000 tonnes de minerai ont été extraites de cette concession.
Au début du XXe siècle, l'industrie extractive de la houille a modifié le peuplement pastoral du canton d'Aime, en faveur des communes minières, notamment durant la Première Guerre mondiale en raison de la demande accrue de charbon. Malgré la qualité inférieure du charbon extrait, la mise en place de la voie ferrée jusqu'à Bourg-Saint-Maurice en 1914 a renforcé la position des charbonnages locaux sur le marché savoyard, évinçant quelque peu les anthracites de La Mure (Isère). Cependant, cette industrie a principalement profité aux communes de basse altitude, où se déroulait l'agglomération du charbon, et moins aux centres d'extraction. La commune d'Aime a vu sa population augmenter (+ 21% entre le recensement de 1911 et 1921), tandis que celui des communes alentour (la Côte-d'Aime, Valezan, Longefoy, et Tessens) a connu une baisse de leur population. La production atteignit entre-deux-guerres 14 000 tonnes de charbon par an

### Essor du tourisme des sports d'hiver à partir de 1960
Les économies pré-touristiques en Tarentaise sont en crise. L'agriculture alpine se retrouve défavorisée par les révolutions agricoles successives qui consacre l'agriculture des régions de plaines tandis que la plupart des mines ferment. En 1959, le maire d'Aime, le docteur Pierre Borrione rédige un rapport sur "l'économie du Canton d'Aime" pour attirer l'attention des pouvoirs publics. Il note dans ce rapport que "le canton était riche mais peuplé d'habitants pauvres" et soumet l'idée de développer une station touristique, ce qui pourrait permettre de sauver les communes de la vallée qui se dépeuplent.
En 1960, à son initiative, quatre communes (Aime, Bellentre, Mâcot et Longefoy) s'associent au sein d'un syndicat intercommunal, le Syndicat Intercommunal de La Grande Plagne (SIGP). Les travaux commencent en 1961 avec l'adjudication de la route d'accès à 2,2 millions de francs pour 16 km, la moitié supportée par les communes, le reste emprunté. Cependant en octobre 1961, le premier promoteur, l'Entreprise Moderne de Bâtiment et de Travaux Publics, fait faillite. L'ingénieur des Ponts et Chaussées Maurice Michaud, qui suit le projet de près, trouve un nouveau promoteur, le polytechnicien Robert Legoux, Directeur général du Comptoir Central de Matériel et d'Equipement. R.Legoux crée deux sociétés privées : la Société d'aménagement de La Plagne (SAP) et la Société immobilière de la Plagne (SIP). Il fait appel à l'architecte-urbaniste Michel Bezançon qui dessine une station avec un front de neige, au-dessus de la forêt, au niveau des alpages.
La station de la Plagne deviendra l'exemple des stations de sports d'hiver dite « 3e génération » ou station intégrée, c'est-à-dire créée ex nihilo. L'avantage de La Plagne pour le développement de la station, par rapport aux stations des Arcs ou de Flaine, réside dans l'absence de propriétaire privés. Les alpages où se développent la station de la Plagne appartiennent aux communes.

### Fusion de communes
Créée par un arrêté préfectoral du 17 novembre 2015, elle est issue du regroupement des trois communes d'Aime, de Granier et de Montgirod qui deviennent des communes déléguées. Son chef-lieu est fixé à Aime.

## Politique et administration
| Nom          | Code Insee | Intercommunalité       | Superficie (km2) | Population (dernière pop. légale) | Densité (hab./km2) |
| ------------ | ---------- | ---------------------- | ---------------- | --------------------------------- | ------------------ |
| Aime (siège) | 73006      | CC Les Versants d'Aime | 50,74            | 3 566 (2013)                      | 70                 |
| Granier      | 73126      | CC Les Versants d'Aime | 30,31            | 359 (2013)                        | 12                 |
| Montgirod    | 73169      | CC Les Versants d'Aime | 13,62            | 470 (2013)                        | 35                 |

Liste de l'ensemble des maires qui se sont succédé à la mairie d'Aime-la-Plagne :
| Période                                  | Période  | Identité                | Étiquette | Qualité                                         |
| ---------------------------------------- | -------- | ----------------------- | --------- | ----------------------------------------------- |
| janvier 2016                             | En cours | Corine Maironi-Gonthier | DVG       | ancien maire d'Aime (2014-2020), réélue en 2020 |
| 1991                                     | 2014     | Jean-Pierre Chenu       |           |                                                 |
| Les données manquantes sont à compléter. |          |                         |           |                                                 |

### Élections
Jusqu'aux élections municipales de 2020, le conseil municipal de la nouvelle commune était constitué de l'ensemble des conseillers municipaux des anciennes communes. Depuis les élections municipales de 2020, un nouveau conseil municipal a été élu et des maires délégués pour les anciennes communes de Tessens, Montgirod, Villette, Granier, Longefoy et Aime ont été mis en place.

#### Tendances politiques et résultats
|                                   | 1er score | 1er score                                                  | 2e score | 2e score                                             | Participation |
| Élections municipales de 2020     |           | 55,41 % pour Corine Maironi Gonthier (DVG)                 |          | 44,58 % pour Jacques Duc (DVC)                       | 50,92 %       |
| Élections départementales de 2021 |           | 73,29 % pour Auguste Picollet et Cecile Utille-Grand (DVD) |          | 26,71 % pour Anthony Favre et Laurence Regnier (DVD) | 27,97 %       |
| Élections régionales de 2021      |           | 59,65 % pour Laurent Wauquiez (UD)                         |          | 13,51 % pour Fabienne Grebert (UG)                   | 31,64 %       |
| Élections européennes de 2024     |           | 31,08 % pour Jordan Bardella (RN)                          |          | 16,64 % pour Raphaël Glucksmann (UG)                 | 52,47 %       |
| Élections législatives de 2022    |           | 63,19 % pour Vincent Rolland (LR)                          |          | 36,81 % pour Cédric Morand (NUP)                     | 47,10 %       |
| Élection présidentielle de 2022   |           | 58,54 % pour Emmanuel Macron (LREM)                        |          | 41,46 % pour Marine Le Pen (RN)                      | 73,86 %       |

## Transport
La commune est desservie par la RN90 qui traverse la vallée de la Tarentaise.
La gare ferroviaire d’Aime-La Plagne permet lors de la saison d'hiver et plus particulièrement les week-ends, la desserte vers les stations de ski environnantes notamment la station de La Plagne. La gare accueille alors :
- des trains TGV inOui en provenance de Paris Gare-de-Lyon ;
- un train Ouigo, en provenance de l'Aéroport Charles-de-Gaulle 2 TGV ;
- des trains Eurostar, en provenance de Londres-Saint-Pancras ;
- des trains Thalys, en provenance d'Amsterdam / Bruxelles-Midi.

| Année | Total de voyageurs |
| ----- | ------------------ |
| 2019  | 105 825            |
| 2018  | 104 267            |
| 2017  | 106 398            |
| 2016  | 105 331            |
| 2015  | 101 243            |

Une voie verte qui longe l'Isère sur environ 14 kilomètres entre Aime-la-Plagne et Bourg-Saint-Maurice permet notamment l'accès à une base de loisirs. Un tronçon devant relier Aime-la-Plagne à Moûtiers est à l'étude.
Un projet de téléporté, aussi appelé ascenseur valléen, prévu dans le Projet d’Aménagement et de Développement Durable du SCOT de Tarentaise-Vanoise et devant relier le fond de vallée depuis la gare d'Aime-la-Plagne jusqu'à la station de la Plagne est à l'étude depuis plusieurs années,. Le projet est estimé à un coût de 96,5 millions d'euros avec un coût de fonctionnement annuel d'un million d'euros par an. Afin d’équilibrer les coûts de fonctionnement, la constitution d'un parc de 2000 lits touristiques en fond de vallée est évoquée. Les dernières études sont présentées au conseil municipal en février 2020. Après la crise de la Covid_19, les élections municipales de 2020 et en absence de portage conjoint entre la commune d'AIme-la-Plagne et La Plagne-Tarentaise, le projet n'est plus évoqué. Au printemps 2024, l'attribution par le CIO de l'organisation des Jeux Olympiques d'hiver de 2030 aux Alpes françaises relance le projet d'un ascenseur vallén partant d'Aime et arrivant à la Plagne.

## Population et société

### Démographie
L'évolution du nombre d'habitants est connue à travers les recensements de la population effectués dans la commune depuis sa création.

En 2022, la commune comptait 4 409 habitants, en évolution de −0,5 % par rapport à 2016 (Savoie : +3,63 %, France hors Mayotte : +2,11 %).
| 2014  | 2015  | 2016  | 2021  | 2022  |
| ----- | ----- | ----- | ----- | ----- |
| 4 421 | 4 434 | 4 431 | 4 421 | 4 409 |

## Économie
Il convient de se reporter aux articles consacrés aux anciennes communes fusionnées.

### Agriculture
Le territoire communal se situe dans l'aire d'appellation permettant la fabrication du fromage AOC Beaufort.
Les exploitations d'élevage laitier sont majoritaires dans la commune. On constate une diminution continue du nombre d'exploitations agricoles depuis 1979 qui se caractérise dans le même temps par une concentration de cheptels bovins plus grands. Ainsi le cheptel moyen par exploitation a été multiplié par 5 en 30 ans.
| année                            | 1979  | 1988  | 2000  | 2010  |
| -------------------------------- | ----- | ----- | ----- | ----- |
| Nombre d'exploitations agricoles | 189   | 119   | 55    | 27    |
| Nombre de bovins                 | 1 502 | 1 334 | 1 769 | 1 185 |
| ratio bovins/exploitation        | 8     | 11    | 32    | 44    |

### Tourisme
La commune est classée station de tourisme depuis 2017.

#### Station de la Plagne
La commune possède une partie des stations de ski de La Plagne, à savoir le site de Plagne Aime 2000 et celui de Montalbert.

##### Projet Révolution à Plagne Aime 2000
Projet touristique phare (2015-2024) du site de Plagne Aime 2000 porté par la commune, l'architecte Jean-Michel Wilmotte et le groupe Pierre et Vacances qui prévoyait le doublement du nombre de lits touristique.
En  2011, le Conseil Municipal délibère pour prescrire une procédure de zone d’aménagement concerté (ZAC) en vue de la restructuration du site de Plagne Aime 2000. La ZAC est créée en 2015 et le projet connait une grande médiatisation,,. Ce projet est pensé pour être celui d’ une « station de référence du XXIe siècle »  ainsi qu’ "une expérience de création d’une nouvelle station » par la maire de la commune, co-porteuse du projet. Le projet initial envisageait la création de 2 450 nouveaux touristiques - soit le doublement de la capacité du site de Plagne Aime 2000. Ces lits touristiques étaient majoritairement en résidences touristiques accompagnés de la création de 1300 places parking. Le projet prévoyait aussi la création d’un centre aqualudique de 2600 m² , 1800 m² de commerces ainsi qu’un pôle de loisir de 1900 m² faisant de ce projet un «un ensemble détonnant et hors norme ! » selon la maire de la commune.
Prévu pour 2019, le projet n’aboutira pas compte tenu de multiples facteurs. D’une part la crise de la Covid_19 qui fragilise le groupe Pierre et Vacances en 2020 et acte le départ de son PDG historique Gérard Brémond. La présence d'amiante dans le sol au droit du projet et le coût de son traitement, pourtant soulignés dans le rapport de l’autorité environnementale, ont été sous-estimés. Alors que les considérations climatiques et environnementales sont croissantes et que la poursuite du développement de l'immobilier touristique en montagne est de plus en plus critiqué,, la municipalité finit par renoncer à ce projet en décembre 2024.

##### Appartenance au Syndicat de la Grande Plagne (SIGP)
La commune fait partie du Syndicat de la Grande Plagne (SIGP), fondé en 1961 pour gérer le domaine skiable de la Grande Plagne. En conséquence de cette création, le SIGP est devenu l'autorité organisatrice en ce qui concerne les remontées mécaniques du domaine. La ville d'Aime La Plagne, tout comme les autres communes faisant partie de ce syndicat, ne participe plus directement à la gestion du domaine skiable depuis cette création.
Le Syndicat de la Grande Plagne a pour mission principale de redistribuer ses recettes provenant de l'exploitation du domaine skiable aux communes membres. Sur le total de 5,5 % de redevance prélevée sur le chiffre d'affaires du domaine de la Plagne exploité par la SAP, filiale de la Compagnie des Alpes, le SIGP en reverse 4 % à ses communes adhérentes. Cette redistribution ne se limite pas à la seule redevance : elle englobe également l'intégralité de la taxe sur les remontées mécaniques pour un montant se situant entre 3,3 M€ et 3,6 M€. La répartition de ces montants entre les différentes communes membres est effectuée selon un critère précis : la longueur de leurs remontées mécaniques. À titre d'exemple, la commune d'Aime-la-Plagne bénéficie d'une part de 15,40 % de ces reversements.

##### Affaire des forfaits gratuits
Au sein du SIGP, certaines personnes bénéficient d'une gratuité ou d'avantages tarifaires. Ces avantages sont attribués sur une base intuitu personae, c'est-à-dire en considération de la personne et de son histoire. Trois catégories de personnes était concernées :
1. Les résidents "historiques" : les individus nés avant 1940 et résidant dans les communes membres du SIGP. Ces derniers jouissent d'un accès totalement gratuit à toutes les installations du domaine.
2. La famille des résidents "historiques" : un tarif annuel réduit qui s'étend aux conjoints et descendants des résidents historiques mentionnés précédemment. Une réduction qui couvre jusqu'à la quatrième génération, englobant donc les enfants, petits-enfants, et arrière-petits-enfants.
3. Les "nouveaux" résidents et électeurs : ceux qui résident ou votent à Aime-La-Plagne mais qui ne sont pas considérés comme "historiques", leur forfait est fixé à un tarif annuel réduit.

Dans son rapport d’observations de 2018 concernant la gestion du SIGP, la Chambre Régionale des Comptes remarque que la large politique de gratuités, représente plus de 100 000 journées skieurs par an, occasionnant une perte de chiffre d’affaires potentielle de près de 3 M€ annuels et une perte de redevance pour la collectivité de 150 000 € par an. Selon l'institution d'une partie des gratuités accordée apparait injustifiée, notamment au bénéfice des « gens du pays », d’élus, de fonctionnaires. La Chambre Régionale des Comptes enjoint le SIGP à mettre fin aux régimes de gratuités injustifiées.
Malgré les recommandations du rapport de la Chambre Régionale des Comptes et des précédents juridiques qui considéraient que les différenciations tarifaires au bénéfice des contribuables d’une commune pour les remontées mécaniques revêtait un caractère discriminatoire,, il faudra attendre une circulaire du préfet de Savoie de juillet 2022 pour que les communes du SIGP se mettent en conformité. La suppression de ces forfaits a donné lieu à des discussions et des mobilisations locales, les habitants y étant attachés. La suppression des forfaits remisés a montré la nécessité d'un plus grand formalisme de la part des communes dans leur politique tarifaire et la rédaction de leurs contrats de délégation avec les exploitants de domaines skiables,.

#### Stade de neige de Granier
Sur le versant de l'adret, se trouve un téléski implanté sur l'ancienne commune de Granier. Situé à 1 400 m d'altitude, la commune aidée par des bénévoles avait entrepris en 1983  la construction d'un téléski débrayable de 825 mètres de long. Exploité jusqu’en 2017, le téléski est mis à l’arrêt car n’étant plus aux normes. Sa mise à niveau et son maintien en activité est considéré comme trop onéreux par la commune nouvelle d'Aime-la-Plagne, issue de la fusion des communes de Granier, d'Aime et de Montgirod-Centron. La décision avait été prise par le conseil municipal de fermer le stade de neige. Ce démontage est aussi principalement attribué aux conséquences du réchauffement climatique. Le démontage fait suite la loi montagne de 2016, qui impose le démontage des remontées mécaniques inutilisées.

#### Tour de France
La commune, bien que n'ayant jamais été une arrivée d'étape, a toutefois marqué l'histoire du Tour de France en étant le point de départ de quatre étapes. Elle a joué ce rôle pour la première fois en 1984, lors de la 19e étape entre La Plagne et Morzine, où Angel Arroyo s'était imposé. Trois ans plus tard, en 1987, c'était au tour d'Eduardo Chozas de remporter la 22e étape, partant de nouveau de La Plagne en direction de Morzine. En 1995, le départ de la 10e étape, reliant Aime-la-Plagne à L'Alpe-d'Huez, a vu la victoire de Marco Pantani. La dernière fois qu'Aime-la-Plagne a été ville étape remonte à 2002 pour la 17e étape en direction de Cluses, une étape remportée par Dario Frigo avec Lance Armstrong revêtant le Maillot Jaune.
Si elle n'est plus ville étape depuis 2002, Aime-La-Plagne est régulièrement sur la route du Tour, avec par exemple la côte de Longefoy. Initialement prévue pour être un point clé de la 20e étape du Tour de France 2019 reliant Albertville à Val Thorens, elle a dû être exclue du parcours en raison de conditions météorologiques défavorables et d'éboulements, conduisant à l'annulation des ascensions du Cormet de Roselend et de la côte de Longefoy. Néanmoins, les cyclistes l'ont escaladée durant la 17e étape, partant de Saint-Gervais pour rejoindre Courchevel lors du Tour de France 2023.

### Emploi
| Types d'emplois et grands secteurs d'activité | non salariés | salariés | à contrat à durée déterminée | à temps partiel | dans l'agriculture | dans l'industrie | dans la construction | dans le tertiaire |
| Part des emplois (%)                          | 19           | 81       | 28                           | 19              | 1                  | 13               | 10                   | 76                |

#### Zone d'activité des îles
L'extension de la zone activité des îles en 2016, avec la création de plusieurs commerces, devait initialement générer entre 120 et 140 emplois. Elle n'en généra finalement moitié moins qu'initialement annoncée.

## Culture locale et patrimoine

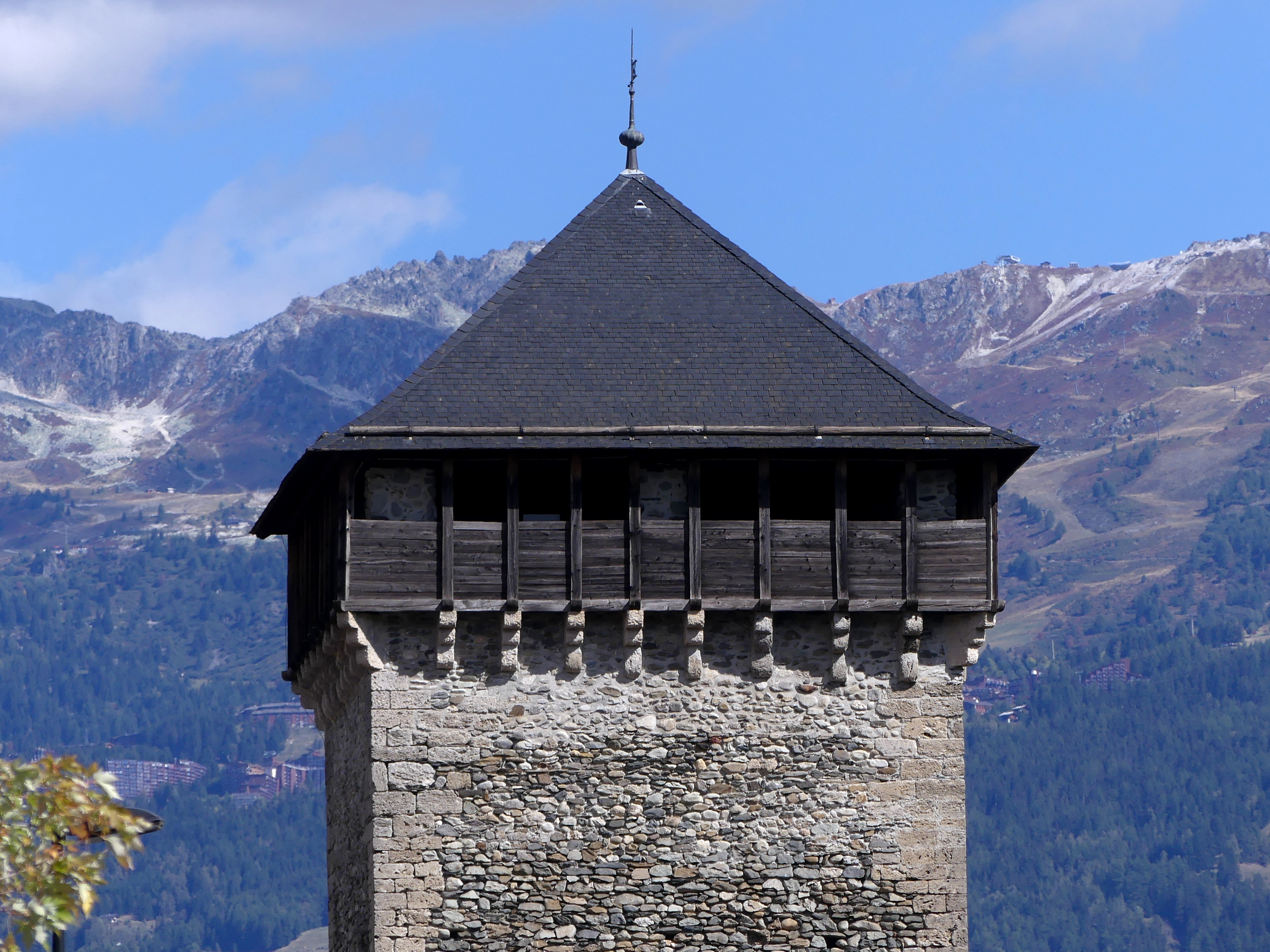
Sommet de la tour de Montmayeur.

### Lieux et monuments
- Église Saint-Barthélemy de Granier.
- Église Saint-Sigismond d'Aime.
- Basilique Saint-Martin d'Aime.
- Tour de Montmayeur

### Patrimoine culturel
La commune possède plusieurs musées :
- Le Musée lapidaire de la basilique Saint-Martin présente un ensemble de pierres dont les gravures datant de l'époque romaine antique sont dédiées aux dieux et aux empereurs. Elles ont été découvertes dans les environs immédiats[76].
- Le Musée archéologique : Des Pierres et des hommes (anciennement Musée archéologique et minéralogique Pierre Borrione), créé par l'ancien maire de la ville, classé musée de France[77]. Le musée retrace l'histoire d'Aime: période néolithique, gallo-romaine, baroque et également sur les mines de la Plagne[76]. Il fut créé par le docteur P. Borrione, ancien maire d'Aime et créateur de la station de sport d'hiver La Plagne[78].

Associations culturelles notables :
- Société d'histoire et d'archéologie d'Aime (SHAAIME)[79],[80].

### Personnalités liées à la commune
- Paul Anxionnaz (1902-1997), homme politique, secrétaire d'État.
- Henri Debiez (1920-1944), résistant, assassiné par la Gestapo à Genas, Compagnon de la Libération.
- Pierre Borrione (1913-1974), résistant[81], fondateur de la Société d'histoire et d'archéologie d'Aime (SHAA), du Musée archéologique : Des Pierre et des hommes (voir ci-dessu) et de la station de La Plagne[82].
- Danièle Debernard (1954 - ), skieuse alpine spécialiste du slalom, médaille d'argent au slalom aux Jeux olympiques de 1972 à Sapporo (Japon).
- Marie Matinod (1984- ), skieuse acrobatique spécialiste du half-pipe, médaillée d'argent olympique à Sotchi en 2014 et à Pyeongchang en 2018.